# Walter Kertz
Walter Kertz (* 29. Februar 1924 in Remscheid; † 8. September 1997 in Braunschweig) war ein deutscher Geophysiker.

## Leben
Kertz war evangelisch und der Sohn des promovierten Pastors Gustav Kertz. Seine Mutter war eine geborene Heinzelmann. Seit 1950 war Walter Kertz mit Ruth Kertz geborene Friedrich verheiratet. Er studierte zunächst Mathematik an den Universitäten Bonn und in Göttingen (mit Diplom-Abschluss in Mathematik 1948), wo er bei Julius Bartels 1950 in Geophysik zum Dr. rer. nat. promoviert wurde mit einer Dissertation Über den Einfluß der amerikanischen Kettengebirge auf die Gezeitenschwingungen der Atmosphäre. Danach war er von 1950 bis 1960 wissenschaftlicher Assistent bei Bartels am Geophysikalischen Institut in Göttingen und 1956 Gastwissenschaftler an der New York University. 1958 habilitierte er sich in Göttingen und war dann ab 1960 ordentlicher Professor für Geophysik und Meteorologie an der TU Braunschweig und Gründer des dortigen Instituts für Geophysik und Extraterrestrische Physik. Einen Ruf als Nachfolger seines Lehrers Bartels in Göttingen 1964 lehnte er ab. Am 30. September 1991 ging er in den Ruhestand.
Kertz befasste sich vor allem mit Gezeiten in der Atmosphäre und Geomagnetismus, wobei er unter anderem eine Methode entwickelte, interne und externe Komponenten des magnetischen Feldes auf der Erde zu trennen (der Kertz Operator ist nach ihm benannt). In Braunschweig gründete er eine Gruppe zur Konstruktion von Magnetometern für Weltraumsonden (zum Beispiel für die Helios Mission). Weitere Forschungsgebiete waren die elektromagnetische Tiefensondierung zum Beispiel in der Exploration, Geothermie (als Energiequelle) und mariner Geomagnetismus. Er befasste sich aber auch besonders nach seiner Emeritierung mit der Geschichte der Geophysik. Bücher darüber wurden nach seinem Tod herausgegeben von seiner Frau Ruth Kertz, mit der er seit 1950 verheiratet war, und von seinem Nachfolger in Braunschweig Karl-Heinz Glaßmeier. Kertz gab 1995 auch eine Geschichte der Technischen Universität Braunschweig heraus. Seit 1966 war er Mitglied der Braunschweigischen Wissenschaftlichen Gesellschaft. 1970 wurde er zum ordentlichen Mitglied der Göttinger Akademie der Wissenschaften gewählt.
Walter Kertz war Mitgründer des Forschungskollegiums Physik des Erdkörpers (FKPE) und der Alfred-Wegener-Stiftung (AWS), deren erster Präsident er 1980 war. Seit 1984 war Walter Kertz Ehrenmitglied der DGG. Walter Kertz hatte wesentlichen Anteil an der Rückbesinnung der deutschen Geowissenschaften auf den Vordenker der Ideen der Plattentektonik Alfred Wegener und dessen Würdigung seit Ende der 1970er Jahre. In diesem Zusammenhang baute er das Alfred-Wegener-Archiv auf, das heute im Alfred-Wegener-Institut, Helmholtz-Zentrum für Polar- und Meeresforschung in Bremerhaven liegt. Von 1976 bis 1982 war Walter Kertz Mitglied des Senats der Deutschen Forschungsgemeinschaft und Vorsitzender von dessen Komitee für geowissenschaftliche Gemeinschaftsforschung. In dieser Funktion förderte er auch die Polarforschung und das Alfred-Wegener-Institut für Polarforschung (in dessen Kuratorium er als Vertreter der DFG saß) in dessen Gründungsphase. Auch am Ausbau der Geowissenschaften an der Universität Bremen war er als Berater beteiligt, wofür er 1991 die Ehrendoktorwürde in Bremen erhielt.

## Preise und Auszeichnungen
Walter Kertz erhielt 1987 die Hans-Stille-Medaille.
Die Walter-Kertz-Medaille der Deutschen Geophysikalischen Gesellschaft (DGG) und der Walter-Kertz-Studienpreis der Fakultät für Elektrotechnik, Informationstechnik und Physik der TU Braunschweig werden ihm zu
Ehren verliehen.

## Schriften
- Atmosphärische Gezeiten. In: Handbuch der Physik. 1957.
- Ein neues Maß für die Feldstärke des erdmagnetischen äquatorialen Ringstromes. 1958.
- Einführung in die Geophysik. 2 Bände, BI Hochschultaschenbücher, 1969–1971 (Band 1: Erdkörper, Band 2: Obere Atmosphäre und Magnetosphäre).
- Statistik geophysikalischer Beobachtungsreihen. Institut für Geophysik und Meteorologie, TU Braunschweig, 2. Auflage 1978.
- Geschichte der Geophysik. Olms Verlag 1999 (aus dem Nachlass herausgegeben von Ruth Kertz, Karl-Heinz Glaßmeier).
- als Hrsg. mit H. Birett, K. Helbig und U. Schmucker: Zur Geschichte der Geophysik. Festschrift zur 50jährigen Wiederkehr der Gründung der Deutschen Geophysikalischen Gesellschaft. Springer Verlag, Berlin 1974.
- Biographisches Lexikon zur Geschichte der Geophysik. Braunschweigische Wissenschaftliche Gesellschaft, 2002 (aus dem Nachlass herausgegeben von Ruth Kertz, Karl-Heinz Glaßmeier).
- als Hrsg.: Technische Universität Braunschweig. Vom Collegium Carolinum zur Technischen Universität (1745–1995). Olms 1995.